# Pacy-sur-Eure

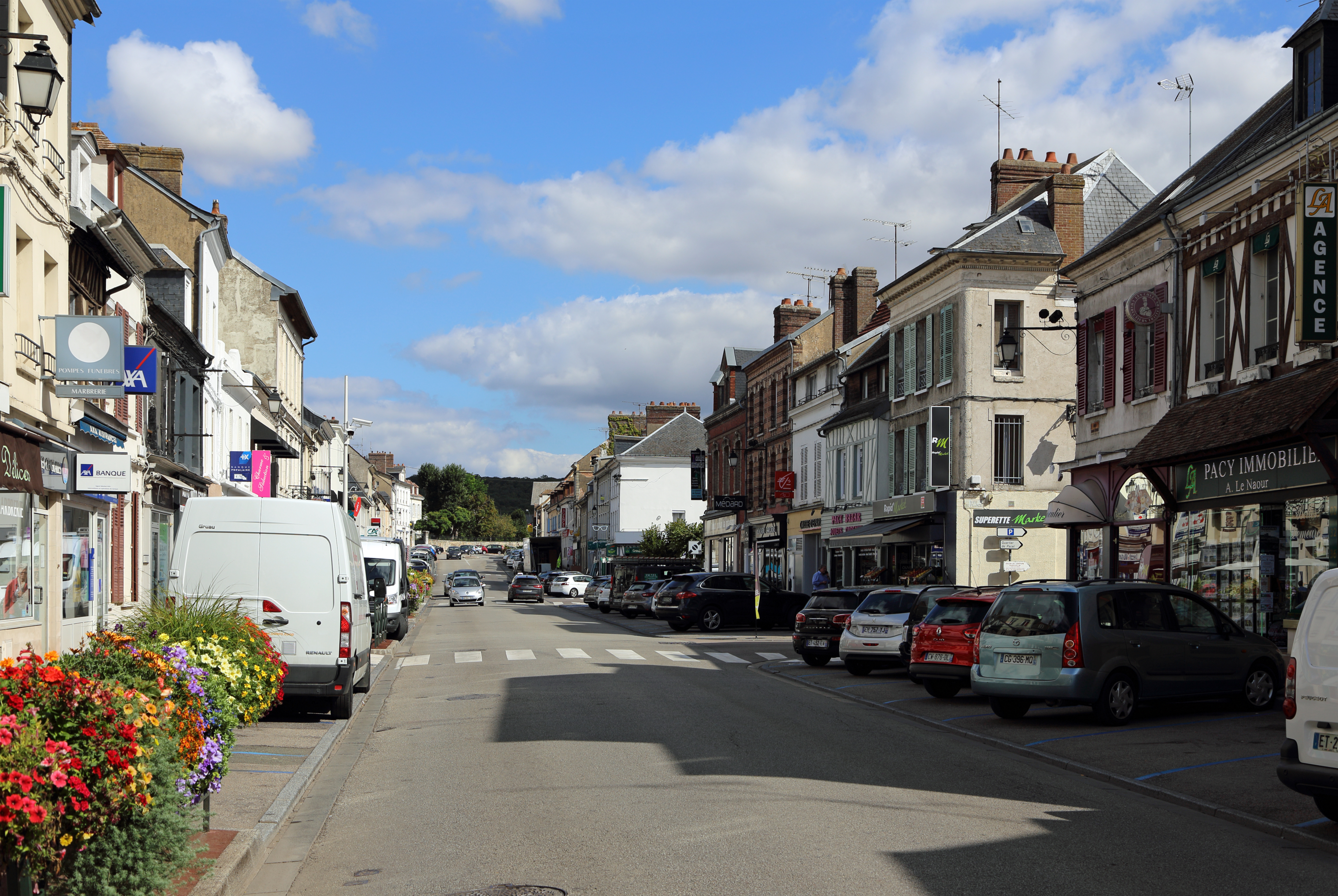
Pacy-sur-Eure (2019)

Pacy-sur-Eure là một xã trong vùng hành chính Normandie, thuộc tỉnh Eure, quận Évreux, tổng Pacy-sur-Eure. Tọa độ địa lý của xã là 49° 01' vĩ độ bắc, 01° 22' kinh độ đông. Pacy-sur-Eure nằm trên độ cao trung bình là 53 mét trên mực nước biển, có điểm thấp nhất là 38 mét và điểm cao nhất là 141 mét. Xã có diện tích 13,53 km², dân số vào thời điểm 1999 là 4751 người; mật độ dân số là 351 người/km².

## Thông tin nhân khẩu
| 1962  | 1968  | 1975  | 1982  | 1990  | 1999  |
| ----- | ----- | ----- | ----- | ----- | ----- |
| 2.709 | 3.213 | 3.472 | 3.650 | 4.295 | 4.751 |